# Yelahanka
Yelahanka es una ciudad de la India en el distrito de Bangalore, estado de Karnataka.

## Geografía
Se encuentra a una altitud de 904 m s. n. m. a 22 km de la capital estatal, Bangalore, en la zona horaria UTC +5:30.

## Demografía
Según estimación 2012 contaba con una población de 166 728 habitantes.